# 友好関係原則宣言

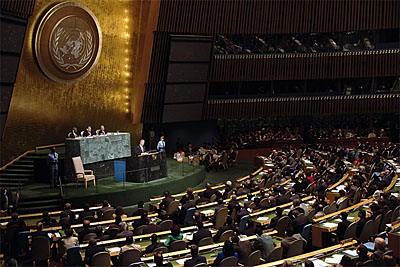
国際連合総会。

友好関係原則宣言（ゆうこうかんけいげんそくせんげん）とは、1970年10月24日に採択された国際連合総会決議2625(XXV)であり、正式には「国際連合憲章に従った諸国間の友好関係及び協力についての国際法の原則に関する宣言」（英語:Declaration on Principles of International Law concerning Friendly Relations and Co-operation among States in accordance with the Charter of the United Nations）という。武力行使・威嚇の禁止、国際紛争の平和的解決、国内問題不干渉、相互協力義務、人民の同権及び自決、主権平等、国際義務の誠実履行の7つの原則を宣言している。この宣言自体には法的拘束力はないが、国際連合憲章の解釈に少なからず影響を与えていて、国家の国際的行動準則を示す国際法の基本原則と考えられている。

## 主な原則

### 武力行使・威嚇の禁止
国連憲章2条4項は戦争だけでなく武力の行使を一般的に禁止した。友好関係原則宣言は国家による武力の行使、または武力による威嚇を、国際法に違反する行為として位置付け、禁止される具体的な武力行使・威嚇の形態を明らかにした。武力の行使には「間接的な武力行使」も含まれ、例えば他国領域に侵入するために傭兵などの非正規軍や武装集団を組織することも禁止する。また、他国領域に実効的支配を確立しても、それが武力の行使・威嚇によるものである場合には違法であるとした。国際司法裁判所はニカラグア事件判決において、この宣言に規定された武力行使禁止原則は、単に国連憲章の規定を具体化したというだけでなく、「法的確信を表明したもの」として、この原則が国際慣習法化し全国家を拘束するとした。

### 国際紛争の平和的解決
国連憲章2条3項は、国連加盟国に対して国際紛争の平和的解決義務を設定した。友好関係原則宣言でも、紛争当事国が国際紛争の平和的解決を追求すべきことを述べた。国際司法裁判所もニカラグア事件判決において、国際紛争の平和的解決義務が前述の武力行使禁止義務を補完するものであるとして、国際慣習法化したことを認めた。

### 国内問題不干渉
国連憲章2条7項は、国内問題不干渉義務を加盟国に定めた。これと同様に友好関係原則宣言も、内政不干渉の原則を確認したものである。友好関係原則宣言では、国家の人格、政治的・経済的・文化的要素や体制といった事項が国内問題として扱われている。他国政府を実力で倒すことを目的とする活動や、テロ活動などを組織・支援・許容することも禁じる。また、他国の主権的権能の行使を従属させ、何らかの利益を確保する目的で行われる場合には、政治的・経済的強制も違法な干渉になるとした。しかし、非軍事的手段による圧力行使がすべて違法な干渉になるとすれば国際関係の安定性を損なうものにもなりかねないという批判もある。

### 人民の同権及び自決
国連憲章1条2項は、人民の同権及び自決の原則の尊重を国連の目的の一つとして掲げた。1960年には植民地独立付与宣言（国連総会決議1514(XV)）が採択され、1966年に採択された国際人権規約1条でも人民の同権及び自決が確認されている。友好関係原則宣言も、第5原則として人民の同権及び自決を定めた。国際司法裁判所も、西サハラ事件勧告的意見において、友好関係原則宣言中の自決権に関する規定を肯定的に引用し、実質的に国際法上確立した権利として認める立場をとった。

### 主権平等
国連憲章2条1項は、国連加盟国の主権平等の原則を定めているが、友好関係原則宣言は、国家は法律上平等であること、各国家は主権に内在する諸権利を有することなど、6項目にわたる主権平等の具体的項目を明記した。